# Escut de Cervià de Ter
L'escut oficial de Cervià de Ter té el següent blasonament:
Escut caironat: de gules, una cérvola d'or. Per timbre una corona de comte.

## Història
Va ser aprovat el 9 de setembre de 1991 i publicat al DOGC el 2 d'octubre del mateix any amb el número 1500.
La cérvola és un símbol parlant tradicional, referent al nom de la localitat. La corona fa al·lusió al fet que els senyors de Cervià, en la persona de Ramon de Xetmar i de Meca, van esdevenir comtes el 1707.